# New words to an old love song
New words to an old love song is een elpee van Toni Willé uit 1989. Deze derde elpee uit haar solocarrière werd opnieuw geproduceerd door Pim Koopman en uitgebracht via het label Polydor. Naast werk Werner Theunissen, zoals Incredible you,  staan er covers van andere artiesten op het album. Op een single verschenen hetzelfde jaar Incredible you, Roll on en Good year for the roses. Na dit album verscheen er een aantal jaren geen nieuw album meer van Willé.

## Nummers
| Nummer | naam                              | duur |
| ------ | --------------------------------- | ---- |
| A1     | Incredible you                    | 3:25 |
| A2     | Help me make it through the night | 3:14 |
| A3     | Roll on                           | 3:38 |
| A4     | I'll be good to you               | 2:59 |
| A5     | Drift away                        | 3:58 |
| A6     | He believes in me                 | 4:11 |
| B1     | Good year for the roses           | 3:09 |
| B2     | The writing on the wall           | 3:45 |
| B3     | New words to an old lovesong      | 3:36 |
| B4     | Sing for me señorita              | 4:28 |
| B5     | I believe in you                  | 4:02 |
| B6     | Dirty work                        | 3:19 |